# 関東医療少年院

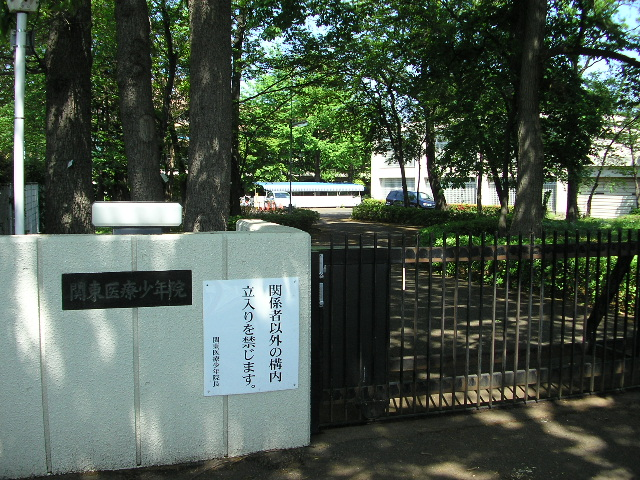
関東医療少年院正門

関東医療少年院（かんとういりょうしょうねんいん）は、東京都府中市新町1丁目にあった法務省矯正局の東京矯正管区に属していた少年院で、2019年3月まで運用されていた。
2019年4月に東京都昭島市の国際法務総合センター内に東日本少年矯正医療・教育センターとして、相模原市中央区の神奈川医療少年院とともに統合され、閉所した。

## 所在地
- 東京都府中市新町1丁目17-1

## 概要
全国に2箇所しかない第三種少年院（旧称・医療少年院）のうちのひとつであった。定員は124名。医療法上の病院に該当する。
第3種少年院とは、少年審判によって「心身に著しい故障がある」と判断されたおおむね12歳以上26歳未満の者を収容し、治療と矯正教育を施す施設である。特に精神疾患のある未成年者を重点的に受け入れ、治療を行なっている。被収容者に対しては、平均して約1年間のプログラムが組まれ、専門医による治療と並行して、生活・職業指導といった教育が施される。治療が終わった被収容者は一般の少年院に移ることもある。
2017年（平成29年）の関東医療少年院の閉所により、単独の医療法の病院機能を持つ少年法の分類における第三種少年院に属する医療少年院は京都医療少年院（京都府）のみとなる。

## 沿革
- 1949年（昭和24年）- 矯正治療施設として開設。
- 1965年（昭和40年）- 施設を全面改装。
- 2017年（平成29年） - 昭島市の国際法務総合センターに東日本少年矯正医療・教育センターとして移転し閉所。

## アクセス
- JR中央線 国分寺駅または京王線府中駅から京王バスで「新町一丁目」バス停下車徒歩約3分
- 中央自動車道 国立府中インターチェンジから約15分